# Alicia Alonso
Alicia Alonso, nome artístico de Alicia Ernestina de la Caridad del Cobre Martínez del Hoyo, (Havana, 21 de dezembro de 1920 - Havana, 17 de outubro de 2019) foi uma bailarina e coreógrafa cubana. Foi considerada uma das principais artistas do século XX. Nos últimos anos de sua vida, com sérios problemas de visão e locomoção, continuou na direção geral do Ballet Nacional de Cuba acompanhando o grupo em turnês em todo o mundo. Foi condecorada com a Ordem José Martí e o título de Heroína do Trabalho da República de Cuba.

## Biografia
Iniciou os seus estudos de balé com 11 anos na Escola de Ballet da Sociedade Pró-Arte Musical em Havana com Nikolai Yavorsky, posteriormente estudou nos Estados Unidos, onde se formou na School of American Ballet de Nova York. 
Aos 15 anos de idade casou-se com o bailarino Fernando Alonso e passou a chamar-se Alicia Alonso. Juntos criaram o Ballet Nacional de Cuba, assim que retornaram dos Estados Unidos para Havana. Incorporaram à companhia obras como Giselle, Coppélia e La sylphide. 
Estreou na Broadway em 1938 e aos 19 anos, devido a uma doença, perdeu parcialmente a visibilidade de um olho. Seus parceiros tinham sempre que estar no exato lugar onde ela esperava que estivessem e usava diferentes luzes no palco para guiá-la.
Dançou duas vezes na Rússia e produziu o balé Giselle para Ópera Nacional de Paris, sendo ela própria a primeira bailarina. Foi a primeira e única latino-americana a ter o título simbólico de prima ballerina assoluta, que é concedido aos bailarinos mais excepcionais. Depois do triunfo da Revolução Cubana, em 1959, Alonso retornou a seu país e tornou-se bailarina e diretora do Balé Nacional de Cuba. 
Em maio de 2009, ao final da apresentação do clássico Giselle, Alicia Alonso foi aplaudida de pé por vários minutos, no Grande Teatro do Palácio das Artes em Belo Horizonte.
Foi galardoada com a Medalha Picasso pela UNESCO. A partir de 2002 foi Embaixadora da Boa Vontade da UNESCO na promoção de ballet (Programa de Patrimônio Cultural Imaterial da Humanidade).
Morreu em Havana, aos 98 anos, vítima de doença cardiovascular.